# Pasquale Borri
Pasquale Borri (Milano, 1820 – Desio, 20 aprile 1884) è stato un ballerino e coreografo italiano.

## Biografia
Studiò sotto la guida di Carlo Blasis alla Scuola di Ballo del Teatro alla Scala, teatro in cui debuttò ed in seguito si esibì come primo ballerino di "rango francese". Lo troviamo inoltre come coreografo in svariati teatri, uno fra tutti l'Hoftheater di Vienna. Il suo balletto di debutto fu il Rubezahl, seguito da altri suoi grandi successi come La vivandiera (1854), La Giocoliera e Un'avventura di Carnevale, che videro la partecipazione di sua moglie Carolina Pochini. Dallo stile barocco che esaltava la spettacolarità e la mimica, tra le sue coreografie figurano inoltre Nephte (1868), La dea del Valhalla (1871) e un Rodolfo che ricavò da I misteri di Parigi di Eugène Sue.